# Georges Adet
Pour les articles homonymes, voir Adet.
Georges Marcel de Roseville-Adet dit Georges Adet, né le 22 juillet 1894 dans le 16e arrondissement de Paris et mort le 11 mars 1979 dans le même arrondissement, est un acteur français.

## Biographie
Fils de négociant, Georges Adet naît le 22 juillet 1894 dans le 16e arrondissement de Paris.
Silhouette familière et sympathique de vieux bonhomme, il a tourné dans plusieurs films grand public Les Aventures de Rabbi Jacob, Le Petit Baigneur ou Fantomas. Il est également fréquemment apparu à la télévision, habitué par exemple de la série Les Cinq Dernières Minutes.
Il meurt  le 11 mars 1979 en son domicile, au no 29, rue Mirabeau dans le 16e arrondissement.

## Filmographie

### Cinéma
- 1931 : La Femme de mes rêves de Jean Bertin : Laurbert
- 1932 : Hôtel des étudiants de Victor Tourjanski
- 1958 : Maxime d'Henri Verneuil : Victor
- 1960 : Boulevard de Julien Duvivier : M. Arthur
- 1960 : Le Capitan d'André Hunebelle : un gentilhomme de province
- 1960 : Les Honneurs de la guerre de Jean Dewever : le petit vieux
- 1961 : Le Président d'Henri Verneuil : Un ministre
- 1961 : La Peau et les Os de Jean-Paul Sassy et Jacques Panijel : Le Goff, un receleur
- 1962 : Le Pèlerin perdu de Guy Jorré (court métrage) : le vieux pêcheur
- 1963 : Faites sauter la banque ! de Jean Girault : Gerber
- 1963 : Maintenant et demain de Jean Bellanger (court métrage)
- 1964 : Aimez-vous les femmes ? de Jean Léon : Richter
- 1964 : Fantomas d'André Hunebelle : un vieil homme, témoin lors de la reconstitution
- 1964 : Le Jour d'après (Up from the Beach) de Richard Parrish : Drummer
- 1966 : À la belle étoile de Pierre Prévert (court métrage)
- 1966 : Le Roi de cœur de Philippe de Broca : l'aliéné docteur
- 1967 : Le Petit Baigneur de Robert Dhéry : le gardien du chantier naval
- 1970 : L'Escadron Volapük de René Gilson : un consommateur au bar
- 1970 : Peau d'Âne de Jacques Demy : le savant
- 1972 : L'Œuf de Jean Herman
- 1973 : Les Aventures de Rabbi Jacob de Gérard Oury : le vieux Lévi
- 1973 : On s'est trompé d'histoire d'amour de Jean-Louis Bertuccelli : le monsieur de la sécurité sociale
- 1974 : Le Grand Délire de Dennis Berry
- 1974 : Guerre et Amour de Woody Allen : le vieux Néhamkin
- 1974 : Le Saint de Madame Victor d'Erich Brach (court métrage)
- 1974 : Zig-Zig de László Szabó
- 1975 : Attention les yeux ! de Gérard Pirès : le vieil acteur
- 1975 : Soupirs profonds de Michel Caputo
- 1976 : Dora et la lanterne magique ou Paulette et Nathalie de Pascal Kané
- 1976 : Le Futur antérieur d'Édouard Berne (court métrage)
- 1977 : Vous n'aurez pas l'Alsace et la Lorraine de Coluche et Marc Monnet

### Télévision
- 1959-1963 : Les Cinq Dernières Minutes de Claude Loursais (série) : Muller / le médecin légiste / Monsieur Mathieu / le chef du bureau des brevets / l'employé P.J.
- 1962 : Le Théâtre de la jeunesse de Pierre Badel (série)
- 1962 : Le Temps des copains de Robert Guez (série) : Monsieur Georges
- 1962 : La Belle et son fantôme de Bernard Hecht (série) : l'artificier
- 1962 : L'inspecteur Leclerc enquête de Yannick Andréi (série) : le clochard #2
- 1963 : Janique Aimée de Jean-Pierre Desagnat (série) : Maître Sardat
- 1963 : Siegfried de Marcel Cravenne (téléfilm) : Meyer
- 1964 : Rocambole de Jean-Pierre Decourt (série) : l'employé de la police
- 1964 : L'Abonné de la ligne U de Yannick Andréi (série) : Un clochard
- 1964 : Le Petit Claus et le Grand Claus de Pierre Prévert (téléfilm)
- 1965 : Les Saintes chéries de Jean Becker (série) : Oncle Joseph
- 1965 : L'Apollon de Bellac de Gilbert Pineau (téléfilm) : M. Rasemutle
- 1965 : Sancho Panza dans son île de Maurice Château (téléfilm) : le premier vieillard
- 1965 : Ni figue ni raisin de Jacques Rozier (téléfilm) : Phynée
- 1965 : Sens interdit de Roger Kahane (téléfilm) : Joseph
- 1966 : Illusions perdues de Maurice Cazeneuve (série)
- 1966 : La 99ème minute de François Gir
- 1966 : Rouletabille chez le tsar de Jean-Charles Lagneau (série) : le maréchal de la cour
- 1966 : La Mouette de Gilbert Pineau (téléfilm) : le cuisinier
- 1966 : En votre âme et conscience de Pierre Nivollet (série)
- 1966 : À la belle étoile de Pierre Prévert (téléfilm)
- 1967 : Huckleberry Finn de Marcel Cravenne (téléfilm)
- 1967 : Salle n° 8 de Robert Guez et Jean Dewever (série télévisée) : un patient (ép. 42)
- 1967 : La vie commence à minuit d'Yvan Jouannet (série) : le grand-père
- 1967 : La guerre de Troie n'aura pas lieu de Marcel Cravenne (téléfilm) : Abnéos
- 1968 : Le Tribunal de l'impossible de Pierre Badel (série)
- 1968 : Coup de maître (téléfilm) : le bijoutier
- 1968 : Les Demoiselles de Suresnes, série de Pierre Goutas
- 1968 : Sarn de Claude Santelli (téléfilm) : le grand-père
- 1969 : Fortune d'Henri Colpi (série)
- 1969 et 1977 : Au théâtre ce soir (série) : le docteur / le propriétaire
- 1971 : Le Malade imaginaire de Claude Santelli (téléfilm) : le premier médecin
- 1972 : Les Dossiers de maître Robineau de Jean-Marie Coldefy (téléfilm) : Anatole Fuchet
- 1973 : Trois Diamants plus une femme d'Aldo Altit (téléfilm) : l'aïeul de Francésé
- 1973 : La Tontine (téléfilm) : Cassegrain
- 1974 : La Folie des bêtes de Fernand Marzelle (série)
- 1974 : Un curé de choc de Philippe Arnal (série)
- 1975 : Pilotes de courses de Robert Guez (série) : un employé Cacic
- 1976 : Les Enquêtes du commissaire Maigret (série télévisée) épisode Maigret a peur de Jean Kerchbron : le mari de Léontine
- 1976 : Robert Macaire de Roger Kahane (téléfilm)
- 1976 : La Folle de Chaillot de Gérard Vergez (téléfilm) : l'officier de santé
- 1976 : Adios d'André Michel (série) : le concierge
- 1977 : L'Ancre de la miséricorde (téléfilm)
- 1977 : Recherche dans l'intérêt des familles de Philippe Arnal
- 1978 : Histoires de voyous: La Saison des voleurs de Michel Wyn (téléfilm) : le quincailler

## Théâtre
- 1920 : La Couronne de carton de Jean Sarment, mise en scène Lugné-Poe, Théâtre de l'Œuvre
- 1922 : Le Mariage d'Hamlet de Jean Sarment, Théâtre de l'Odéon
- 1923 : La Couronne de carton de Jean Sarment, Théâtre de l'Odéon
- 1924 : Le Fardeau de la liberté de Tristan Bernard, Théâtre de l'Odéon
- 1924 : Jésus de Nazareth de Paul Demasy, mise en scène Firmin Gémier, Théâtre de l'Odéon
- 1924 : Ysabeau de Paul Fort, mise en scène Firmin Gémier, Théâtre de l'Odéon
- 1937 : Le Simoun d'Henri-René Lenormand, mise en scène Camille Corney, Théâtre des Célestins
- 1957 : Fin de partie de Samuel Beckett, mise en scène Roger Blin, Royal Court Theatre Londres, Studio des Champs-Élysées
- 1962 : Le Condamné de Pichwickton de André-Paul Antoine, mise en scène Georges Audoubert, Conservatoire national supérieur d'art dramatique
- 1962 : A notre âge on a besoin d'amour de Jean Savy, mise en scène René Dupuy, Théâtre de l'Alliance française
- 1964 : Lorsque l'enfant paraît d’André Roussin, mise en scène Jacques Mauclair, Théâtre des Nouveautés
- 1967 : Le Voyage au Brésil de Guy Foissy, mise en scène André-Louis Perinetti, Théâtre royal du Gymnase
- 1968 : Fin de partie de Samuel Beckett, mise en scène Roger Blin, Royal Court Theatre Londres, Théâtre 347
- 1968 : Le Voyage au Brésil de Guy Foissy, mise en scène André-Louis Perinetti, Théâtre de l'Alliance française
- 1969 : Un violon sur le toit de Cholem Aleïchem, mise en scène Jerome Robbins, Théâtre Marigny
- 1972 : Le Faiseur de Honoré de Balzac, mise en scène Pierre Franck, Théâtre Montansier, tournée
- 1975 : La Folle de Chaillot de Jean Giraudoux, mise en scène Gérard Vergez, Théâtre de l'Athénée

## Émission de télévision
- 1953 : Les Recettes de Monsieur X, (émission culinaire)